# Rumunji u Hrvatskoj
Rumunji u Hrvatskoj su jedna od 22 priznate nacionalne manjine Hrvatske.
Prema popisu stanovništva iz 2001. u Hrvatskoj živi 475 Rumunja, od čega najviše u Osječko-baranjskoj županiji

## Poznate osobe
- Jasmin Stavros, glazbenik[3]